# Alagoasa decemguttata
Alagoasa decemguttata es una especie de escarabajo del género Alagoasa, tribu Alticini, familia Chrysomelidae. Fue descrita científicamente por Fabricius en 1801.
Se distribuye por Brasil. La especie posee élitros de color rojo con manchas blancas.